# Tetragnatha kolosvaryi
Tetragnatha kolosvaryi är en spindelart som beskrevs av Lodovico di Caporiacco 1949. Tetragnatha kolosvaryi ingår i släktet sträckkäkspindlar, och familjen käkspindlar.
Artens utbredningsområde är Kenya. Inga underarter finns listade i Catalogue of Life.